# Región geográfica inmediata de Mafra
La región geográfica inmediata de Mafra es una de las 24 regiones inmediatas del estado brasileño de Santa Catarina, una de las tres regiones inmediatas que componen la región geográfica intermedia de Joinville, y una de las 509 regiones inmediatas en Brasil, creadas por el IBGE en 2017. Está compuesta de 10 municipios.

## Municipios
| Región Geográfica Inmediata | Código | Municipios          |
| --------------------------- | ------ | ------------------- |
| Mafra                       | 420017 | Bela Vista do Toldo |
| Mafra                       | 420017 | Canoinhas           |
| Mafra                       | 420017 | Irineópolis         |
| Mafra                       | 420017 | Itaiópolis          |
| Mafra                       | 420017 | Mafra               |
| Mafra                       | 420017 | Major Vieira        |
| Mafra                       | 420017 | Monte Castelo       |
| Mafra                       | 420017 | Papanduva           |
| Mafra                       | 420017 | Porto União         |
| Mafra                       | 420017 | Três Barras         |